# Medaillewedstrijden voetbal op de Olympische Zomerspelen 1996 (heren)
De medaillewedstrijden van het voetbaltoernooi op de Olympische Spelen 1996 bij de heren bestonden uit een grote en kleine finale. De grote finale, waarin gestreden werd om de gouden medaille, werd gespeeld op 3 augustus 1996 in het Sanford Stadium in Athens. Nigeria versloeg Argentinië met 3-2. De kleine finale, waarin de bronzen medaille op het spel stond, werd een dag eerder gespeeld in hetzelfde stadion. Brazilië versloeg in de kleine finale Portugal met 5-0.

## Wedstrijdverslag

### Kleine finale
In de kleine finale nam Brazilië het op tegen Portugal. De Brazilianen werden gecoacht door Mário Zagallo, de oud-wereldkampioen en toenmalig trainer van de Seleção. In de wedstrijd om olympisch brons stonden er drie Brazilianen aan de aftrap die in 1994 de wereldtitel hadden veroverd: Bebeto, Ronaldo en Aldair. De twee aanvallers, Bebeto en Ronaldo, eisten ook in de kleine finale een hoofdrol op. Al na vier minuten werd Ronaldo met een knappe doorsteekpass gelanceerd. Met een harde knal opende hij de score. Enkele minuten later was het de beurt aan Flávio Conceição. De middenvelder rondde een knappe loopactie van rechtsachter Zé Maria af. In de tweede helft zorgde Bebeto met een zuivere hattrick voor de 5-0-eindstand. Eerste dribbelde hij zich met wat geluk voorbij de Portugese verdediging en rondde hij beheerst af, nadien mocht hij een strafschop omzetten na een lichte duwfout op Ronaldo. Bij zijn laatste treffer zette hij de Portugese doelman Costinha onder druk. Die liet de bal te ver van zijn voet springen en zag  hoe de Braziliaanse aanvoerder zijn derde doelpunt van de namiddag maakte.

### Grote finale
Een dag na de wedstrijd om de bronzen medaille streden Nigeria en Argentinië om goud. In een vermakelijk duel trokken de aanvallend ingestelde Afrikanen aan het langste eind. Het elftal van de Nederlandse bondscoach Jo Bonfrère kwam echter al na 3 minuten op achterstand. Claudio López kopte een gemeten voorzet van spitsbroeder Hernán Crespo tegen de touwen. Net voor het halfuur kwam Nigeria op gelijke hoogte. Celestine Babayaro, de toenmalige linksachter van RSC Anderlecht, kopte een hoekschop via de paal in doel. Net na de rust liet de Argentijnse middenvelder Ariel Ortega zich na een licht contact theatraal vallen. Scheidsrechter Pierluigi Collina wees meteen naar de stip en Hernán Crespo nam het geschenk aan: 2-1 voor Argentinië. Nigeria gaf niet op en 25 minuten later was de score opnieuw in evenwicht. Daniel Amokachi, de gewezen spits van Club Brugge, profiteerde van wat geharrewar in het Argentijnse strafschopgebied om een doorgekopte inworp in doel te werken. In de slotminuten rolde invaller Emmanuel Amunike de linkerflank op, waarna hij foutief werd gestopt door rechtsachter Javier Zanetti. Nigeria kreeg aan de zijkant van het strafschopgebied een vrije trap. De Argentijnen probeerden de buitenspelval open te zetten door plots naar voor te lopen. De vrijstaande Amunike kon zo de vrije trap ongehinderd in doel verlengen. De Argentijnen protesteerden bij scheidsrechter Collina, maar die volgde zijn assistent die oordeelde dat het geen buitenspel was. Zo werd Nigeria net voor affluiten voor de eerste maal olympisch kampioen.

### Medailles
Nigeria

 Argentinië

 Brazilië

## Wedstrijden

### Finale om brons
|                           |                                                      |         |          |                                                                                         |
| 2 augustus 1996 18:00 EST | Brazilië                                             | 5 – 0   | Portugal | Sanford Stadium, Athens Toeschouwers: 68.173 Scheidsrechter: Gamal Al-Ghandour (Egypte) |
| 2 augustus 1996 18:00 EST | Ronaldo 4' Conceição 10' Bebeto 46', 53' (pen.), 74' | Verslag |          | Sanford Stadium, Athens Toeschouwers: 68.173 Scheidsrechter: Gamal Al-Ghandour (Egypte) |

| Brazilië | Portugal |

| Brazilië:      |    |                     |     |
|                |    |                     |     |
| GK             | 1  | Dida                |     |
| RB             | 2  | Zé Maria            |     |
| CB             | 3  | Aldair              | 82' |
| CB             | 4  | Ronaldo Guiaro      | 16' |
| LB             | 6  | Roberto Carlos      |     |
| DM             | 5  | Flávio Conceição    |     |
| CM             | 8  | Amaral              | 85' |
| CM             | 15 | Zé Elias            | 59' |
| AM             | 9  | Juninho Paulista    | 32' |
| CF             | 7  | Bebeto              |     |
| CF             | 18 | Ronaldo             | 79' |
| Wisselspelers: |    |                     |     |
| FW             | 17 | Luizão              | 79' |
| MF             | 13 | Narciso             | 82' |
| MF             | 16 | Marcelinho Paulista | 85' |
| Coach:         |    |                     |     |
| Mário Zagallo  |    |                     |     |

| Portugal:      |    |                   |         |
|                |    |                   |         |
| GK             | 1  | Paulo Costinha    |         |
| RB             | 8  | Capucho           | 46'     |
| CB             | 3  | Rui Bento         |         |
| CB             | 20 | Nuno Afonso       |         |
| LB             | 13 | José Luís Vidigal |         |
| RM             | 7  | José Dominguez    |         |
| CM             | 14 | José Calado       |         |
| CM             | 4  | Emílio Peixe      | 57'     |
| LM             | 2  | Daniel Kenedy     |         |
| CF             | 18 | Dani              |         |
| CF             | 9  | Paulo Alves       | 26' 46' |
| Wisselspelers: |    |                   |         |
| MF             | 10 | Afonso Martins    | 46'     |
| FW             | 15 | Nuno Gomes        | 46'     |
| DF             | 11 | Rui Jorge         | 57'     |
| Coach:         |    |                   |         |
| Nelo Vingada   |    |                   |         |

### Finale om goud
|                           |                                       |         |                            |                                                                                         |
| 3 augustus 1996 15:45 EST | Nigeria                               | 3 – 2   | Argentinië                 | Sanford Stadium, Athens Toeschouwers: 86.117 Scheidsrechter: Pierluigi Collina (Italië) |
| 3 augustus 1996 15:45 EST | Babayaro 28' Amokachi 74' Amunike 90' | Verslag | 3' López 50' (pen.) Crespo | Sanford Stadium, Athens Toeschouwers: 86.117 Scheidsrechter: Pierluigi Collina (Italië) |

| Nigeria | Argentinië |

| Nigeria:       |    |                    |         |
|                |    |                    |         |
| GK             | 18 | Joseph Dosu        | 90'     |
| RB             | 17 | Mobi Oparaku       | 62'     |
| CB             | 5  | Uche Okechukwu     |         |
| CB             | 3  | Taribo West        |         |
| LB             | 2  | Celestine Babayaro |         |
| RW             | 7  | Tijani Babangida   |         |
| CM             | 15 | Sunday Oliseh      | 22'     |
| CM             | 10 | Jay Jay Okocha     | 59'     |
| LW             | 11 | Victor Ikpeba      | 72'     |
| CF             | 4  | Nwankwo Kanu       |         |
| CF             | 14 | Daniel Amokachi    |         |
| Wisselspelers: |    |                    |         |
| MF             | 13 | Garba Lawal        | 59'     |
| MF             | 8  | Wilson Oruma       | 62' 70' |
| MF             | 6  | Emmanuel Amunike   | 72'     |
| Coach:         |    |                    |         |
| Jo Bonfrère    |    |                    |         |

| Argentinië:       |    |                    |     |
|                   |    |                    |     |
| GK                | 12 | Pablo Cavallero    |     |
| RB                | 4  | Javier Zanetti     |     |
| CB                | 2  | Roberto Ayala      |     |
| CB                | 6  | Roberto Sensini    | 12' |
| LB                | 3  | José Chamot        |     |
| RM                | 15 | Christian Bassedas |     |
| DM                | 5  | Matías Almeyda     |     |
| AM                | 10 | Ariel Ortega       |     |
| LM                | 11 | Hugo Morales       | 58' |
| CF                | 7  | Claudio López      |     |
| CF                | 9  | Hernán Crespo      |     |
| Wisselspelers:    |    |                    |     |
| MF                | 8  | Diego Simeone      | 58' |
| Coach:            |    |                    |     |
| Daniel Passarella |    |                    |     |

Parijs 1900 · 
St. Louis 1904 · 
Athene 1906 · 
Londen 1908 · 
Stockholm 1912 · 
Antwerpen 1920 · 
Parijs 1924 · 
Amsterdam 1928 · 
Berlijn 1936 · 
Londen 1948 · 
Helsinki 1952 · 
Melbourne 1956 · 
Rome 1960 · 
Tokio 1964 · 
Mexico-Stad 1968 · 
München 1972 · 
Montréal 1976 · 
Moskou 1980 · 
Los Angeles 1984 · 
Seoel 1988 · 
Barcelona 1992 · 
Atlanta 1996 · 
Sydney 2000 · 
Athene 2004 · 
Peking 2008 · 
Londen 2012 · 
Rio de Janeiro 2016 ·
Tokio 2020 ·
Parijs 2024 ·
Los Angeles 2028

Medaillewinnaars
NFA · A-internationals · Selecties · Bondscoaches · Statistieken · Nigeriaans vrouwenelftal · Olympisch elftal · Nigeria U21 · Nigeria U20 · Nigeria U19 · Nigeria U18 · Nigeria U17
1950 – 1959 · 
1960 – 1969 · 
1970 – 1979 · 
1980 – 1989 · 
1990 – 1999 · 
2000 – 2009 · 
2010 – 2019 ·
2020 − 2029
CC 1995 · 
CC 2013
WK 1994 · 
WK 1998 · 
WK 2002 · 
WK 2010 · 
WK 2014 · 
WK 2018
OS 1968 · 
OS 1980 · 
OS 1988 · 
OS 1996 · 
OS 2000 · 
OS 2008 · 
OS 2016
1949 · 
1950 · 1951 · 1952 · 1953 · 1954 · 
1955 · 
1956 · 
1957 · 
1958 · 
1959 · 
1960 · 
1961 · 
1962 · 
1963 · 
1964 · 
1965 · 
1966 · 
1967 · 
1968 · 
1969 · 
1970 · 
1971 · 
1972 · 
1973 · 
1974 · 
1975 · 
1976 · 
1977 · 
1978 · 
1979 · 
1980 · 
1981 · 
1982 · 
1983 · 
1984 · 
1985 · 
1986 · 
1987 · 
1988 · 
1989 · 
1990 · 
1991 · 
1992 · 
1993 · 
1994 · 
1995 · 
1996 · 
1997 · 
1998 · 
1999 · 
2000 · 
2001 · 
2002 · 
2003 · 
2004 · 
2005 · 
2006 · 
2007 · 
2008 · 
2009 · 
2010 · 
2011 · 
2012 · 
2013 · 
2014 ·
2015 ·
2016 ·
2017 ·
2018 ·
2019 ·
2020 ·
2021 ·
2022
Algerije ·
Angola ·
Argentinië ·
Australië ·
Benin ·
Bosnië en Herzegovina ·
Botswana ·
Brazilië ·
Bulgarije ·
Burkina Faso ·
Burundi ·
Canada ·
Centraal-Afrikaanse Republiek ·
Colombia ·
Congo-Brazzaville ·
Congo-Kinshasa ·
Costa Rica ·
Denemarken ·
Duitsland ·
Ecuador ·
Egypte ·
Engeland ·
Equatoriaal-Guinea ·
Eritrea ·
Ethiopië ·
Frankrijk ·
Gabon ·
Gambia ·
Georgië ·
Ghana ·
Griekenland ·
Guinee ·
Guinee-Bissau ·
Ierland ·
IJsland ·
Indonesië ·
Iran ·
Italië ·
Ivoorkust ·
Jamaica ·
Japan ·
Joegoslavië ·
Jordanië ·
Kaapverdië · 
Kameroen ·
Kenia ·
Kroatië ·
Lesotho ·
Liberia ·
Libië ·
Luxemburg ·
Madagaskar ·
Malawi ·
Mali ·
Marokko ·
Mexico ·
Mozambique ·
Namibië ·
Nederland ·
Niger ·
Noord-Korea ·
Noord-Macedonië ·
Noorwegen ·
Oeganda ·
Oekraïne ·
Oezbekistan ·
Oostenrijk ·
Paraguay ·
Peru ·
Polen ·
Portugal ·
Roemenië ·
Rwanda ·
Saoedi-Arabië ·
Sao Tomé en Principe ·
Schotland ·
Senegal ·
Servië ·
Seychellen ·
Sierra Leone ·
Soedan ·
Spanje ·
Swaziland ·
Tahiti ·
Tanzania ·
Thailand ·
Togo ·
Tsjaad ·
Tsjechië ·
Tunesië ·
Uruguay ·
Venezuela ·
Verenigde Staten ·
Zambia ·
Zimbabwe ·
Zuid-Afrika ·
Zuid-Korea ·
Zweden ·
Zwitserland
Argentinië (2010) ·
Argentinië (2014) ·
Argentinië (2018) ·
Bosnië en Herzegovina (2014) ·
Burkina Faso (2013) ·
Frankrijk (2014) ·
Iran (2014) ·
IJsland (2018) ·
Kroatië (2018) ·
Zuid-Korea (2010)
AUF · A-internationals · Selecties · Bondscoaches · Argentijns vrouwenelftal · Olympisch elftal · Argentinië U21 · Argentinië U20 · Argentinië U19 · Argentinië U18 · Argentinië U17
1900 – 1909 ·
1910 – 1919 ·
1920 – 1929 ·
1930 – 1939 ·
1940 – 1949 ·
1950 – 1959 ·
1960 – 1969 ·
1970 – 1979 ·
1980 – 1989 ·
1990 – 1999 ·
2000 – 2009 ·
2010 – 2019 ·
2020 − 2029
WK 1930 · 
WK 1934 · 
WK 1958 · 
WK 1962 · 
WK 1966 · 
WK 1974 · 
WK 1978 · 
WK 1982 · 
WK 1986 · 
WK 1990 · 
WK 1994 · 
WK 1998 · 
WK 2002 · 
WK 2006 · 
WK 2010 · 
WK 2014 · 
WK 2018 ·
WK 2022
OS 1928 · 
OS 1988 · 
OS 1996 · 
OS 2004 · 
OS 2008 · 
OS 2016 · 
OS 2020
1902 · 
1903 · 
1904 · 
1905 · 
1906 · 
1907 · 
1908 · 
1909 ·
1910 · 
1911 · 
1912 · 
1913 · 
1914 · 
1915 · 
1916 · 
1917 · 
1918 · 
1919 ·
1920 · 
1921 · 
1922 · 
1923 · 
1924 · 
1925 · 
1926 · 
1927 · 
1928 · 
1929 ·
1930 · 
1931 · 
1932 · 
1933 · 
1934 · 
1935 · 
1936 · 
1937 · 
1938 · 
1939 ·
1940 · 
1941 · 
1942 · 
1943 · 
1944 · 
1945 · 
1946 · 
1947 · 
1948 · 1949 · 
1950 · 
1951 · 
1952 · 
1953 · 
1954 · 
1955 · 
1956 · 
1957 · 
1958 · 
1959 ·
1960 · 
1961 · 
1962 · 
1963 · 
1964 · 
1965 · 
1966 · 
1967 · 
1968 · 
1969 ·
1970 · 
1971 · 
1972 · 
1973 · 
1974 · 
1975 · 
1976 · 
1977 · 
1978 · 
1979 ·
1980 · 
1981 · 
1982 · 
1983 · 
1984 · 
1985 · 
1986 · 
1987 · 
1988 · 
1989 ·
1990 ·
1991 · 
1992 · 
1993 · 
1994 · 
1995 · 
1996 · 
1997 · 
1998 · 
1999 · 
2000 · 
2001 · 
2002 · 
2003 · 
2004 · 
2005 · 
2006 · 
2007 · 
2008 · 
2009 · 
2010 · 
2011 · 
2012 · 
2013 · 
2014 ·
2015 ·
2016 ·
2017 ·
2018 ·
2019 ·
2020 ·
2021 ·
2022 ·
2023
Albanië ·
Algerije ·
Angola ·
Australië ·
België ·
Bolivia ·
Bosnië en Herzegovina · 
Brazilië ·
Bulgarije ·
Canada ·
Chili ·
China ·
Colombia ·
Costa Rica · 
Curaçao ·
Denemarken ·
DDR ·
Duitsland ·
Ecuador ·
Egypte ·
El Salvador ·
Engeland ·
Estland ·
Frankrijk ·
Ghana ·
Griekenland ·
Guatemala ·
Haïti ·
Honduras ·
Hongarije ·
Hongkong ·
Ierland ·
IJsland ·
India ·
Indonesië ·
Irak ·
Iran ·
Israël ·
Italië ·
Ivoorkust ·
Jamaica ·
Japan ·
Joegoslavië ·
Kameroen ·
Kroatië ·
Libië ·
Litouwen · 
Marokko ·
Mexico ·
Nederland ·
Nicaragua ·
Nigeria ·
Noord-Ierland ·
Noorwegen ·
Oostenrijk ·
Panama ·
Paraguay ·
Peru ·
Polen ·
Portugal · 
Qatar ·
Roemenië ·
Rusland · 
Saoedi-Arabië · 
Schotland ·
Servië en Montenegro ·
Singapore ·
Slovenië ·
Slowakije ·
Sovjet-Unie ·
Spanje ·
Trinidad en Tobago ·
Tsjecho-Slowakije ·
Tunesië ·
Uruguay ·
Venezuela ·
Verenigde Arabische Emiraten ·
Verenigde Staten ·
Wales ·
Wit-Rusland · 
Zuid-Afrika ·
Zuid-Korea ·
Zweden ·
Zwitserland
Australië (2022) ·
België (2014) ·
Bosnië en Herzegovina (2014) ·
Brazilië (1982) ·
Brazilië (2005) ·
Denemarken (1995) ·
Duitsland (2006) ·
Duitsland (2014) ·
Frankrijk (2018) ·
Frankrijk (2022) ·
IJsland (2018) ·
Iran (2014) ·
Italië (1982) ·
Ivoorkust (2006) ·
Kroatië (2018) ·
Kroatië (2022) ·
Mexico (2006) ·
Nederland (1978) ·
Nederland (2006) ·
Nederland (2014) ·
Nederland (2022) ·
Nigeria (2010) ·
Nigeria (2014) ·
Nigeria (2018) ·
Saoedi-Arabië (1992) ·
Saoedi-Arabië (2022) · 
Servië en Montenegro (2006) ·
West-Duitsland (1986) · West-Duitsland (1990) ·
Zwitserland (2014)
A-internationals · Selecties · CBF · Braziliaans vrouwenelftal · Olympisch elftal · Bondscoaches
1910 – 1919 · 
1920 – 1929 · 
1930 – 1939 · 
1940 – 1949 · 
1950 – 1959 · 
1960 – 1969 · 
1970 – 1979 · 
1980 – 1989 · 
1990 – 1999 · 
2000 – 2009 · 
2010 – 2019 · 
2020 – 2029
WK 1930 · 
WK 1934 · 
WK 1938 · 
WK 1950 · 
WK 1954 · 
WK 1958 · 
WK 1962 · 
WK 1966 · 
WK 1970 · 
WK 1974 · 
WK 1978 · 
WK 1982 · 
WK 1986 · 
WK 1990 · 
WK 1994 · 
WK 1998 · 
WK 2002 · 
WK 2006 · 
WK 2010 · 
WK 2014 · 
WK 2018 · 
WK 2022
OS 1952 · 
OS 1960 · 
OS 1964 · 
OS 1968 · 
OS 1972 · 
OS 1976 · 
OS 1984 · 
OS 1988 · 
OS 1996 · 
OS 2000 · 
OS 2008 · 
OS 2012 · 
OS 2016 · 
OS 2020
1914 · 
1915 · 
1916 · 
1917 · 
1918 · 
1919 · 
1920 · 
1921 · 
1922 · 
1923 · 
1924 · 
1925 · 
1926 · 
1927 · 
1928 · 
1929 · 
1930 · 
1931 · 
1932 · 
1933 · 
1934 · 
1935 · 
1936 · 
1937 · 
1938 · 
1939 · 
1940 · 
1941 · 
1942 · 
1943 · 
1944 · 
1945 · 
1946 · 
1947 · 
1948 · 
1949 · 
1950 · 
1951 · 
1952 · 
1953 · 
1954 · 
1955 · 
1956 · 
1957 · 
1958 · 
1959 · 
1960 · 
1961 · 
1962 · 
1963 · 
1964 · 
1965 · 
1966 · 
1967 · 
1968 · 
1969 · 
1970 · 
1971 · 
1972 · 
1973 · 
1974 · 
1975 · 
1976 · 
1977 · 
1978 · 
1979 · 
1980 · 
1981 · 
1982 · 
1983 · 
1984 · 
1985 · 
1986 · 
1987 · 
1988 · 
1989 · 
1990 · 
1991 · 
1992 · 
1993 · 
1994 · 
1995 · 
1996 · 
1997 · 
1998 · 
1999 · 
2000 · 
2001 · 
2002 · 
2003 · 
2004 · 
2005 · 
2006 · 
2007 · 
2008 · 
2009 · 
2010 · 
2011 · 
2012 · 
2013 · 
2014 · 
2015 · 
2016 · 
2017 · 
2018 ·
2019 ·
2020 ·
2021
Algerije ·
Andorra ·
Argentinië ·
Australië ·
België ·
Bolivia ·
Bosnië en Herzegovina ·
Bulgarije ·
Canada ·
Chili ·
China ·
Colombia ·
Congo-Kinshasa ·
Costa Rica ·
Denemarken ·
DDR ·
Duitsland ·
Ecuador ·
Egypte ·
El Salvador ·
Engeland ·
Estland ·
Finland ·
Frankrijk ·
Gabon ·
Ghana ·
Griekenland ·
Guatemala ·
Guinee ·
Haïti ·
Honduras ·
Hongarije ·
Hongkong ·
Ierland ·
IJsland ·
Irak ·
Iran ·
Israël ·
Italië ·
Ivoorkust ·
Jamaica ·
Japan ·
Joegoslavië ·
Kameroen ·
Kroatië ·
Letland ·
Litouwen ·
Luxemburg ·
Maleisië ·
Marokko ·
Mexico ·
Nederland ·
Nieuw-Zeeland ·
Nigeria ·
Noord-Ierland ·
Noord-Korea ·
Noorwegen ·
Oekraïne ·
Oman ·
Oostenrijk ·
Panama ·
Paraguay ·
Peru ·
Polen ·
Portugal ·
Qatar .
Roemenië ·
Rusland ·
Saoedi-Arabië ·
Senegal ·
Servië ·
Schotland ·
Slowakije ·
Sovjet-Unie ·
Spanje ·
Tanzania ·
Thailand ·
Tsjechië ·
Tsjecho-Slowakije ·
Tunesië ·
Turkije ·
Uruguay ·
Venezuela ·
Verenigde Arabische Emiraten ·
Verenigde Staten ·
Wales ·
Zambia ·
Zimbabwe ·
Zuid-Afrika ·
Zuid-Korea ·
Zweden ·
Zwitserland
Argentinië (1982) ·
Argentinië (2005) ·
Australië (1997) ·
Australië (2006) ·
België (2018) ·
Chili (2014) ·
China (2002) ·
Colombia (2014) ·
Costa Rica (2018) ·
Duitsland (2002) ·
Duitsland (2014) ·
Frankrijk (1998) ·
Frankrijk (2006) ·
Ghana (2006) ·
Hongarije (1954) ·
Italië (1970) ·
Italië (1982) ·
Italië (1994) ·
Japan (2006) ·
Kameroen (2014) ·
Kameroen (2022) ·
Kroatië (2006) ·
Kroatië (2014) ·
Kroatië (2022) ·
Mexico (1999) ·
Mexico (2014) ·
Mexico (2018) ·
Nederland (2014) ·
Portugal (2010) ·
Servië (2018) ·
Spanje (2013) ·
Tsjecho-Slowakije (1962, 2) ·
Turkije (2002, 1) ·
Uruguay (1950) ·
Verenigde Staten (2009, 2) ·
Zweden (1958) ·
Zwitserland (2018)
FPF · A-internationals · Selecties · Statistieken · Bondscoaches · Portugees vrouwenelftal · Olympisch elftal · Portugal U21 · Portugal U20 · Portugal U19 · Portugal U18 · Portugal U17 · Vrouwen U17
1921 – 1929 · 
1930 – 1939 · 
1940 – 1949 · 
1950 – 1959 · 
1960 – 1969 · 
1970 – 1979 · 
1980 – 1989 · 
1990 – 1999 · 
2000 – 2009 · 
2010 – 2019 · 
2020 – 2029
EK's: 1984 · 
1996 · 
2000 · 
2004 · 
2008 · 
2012 · 
2016 · 
2020 · 
2024
WK's: 1966 · 
1986 · 
2002 · 
2006 · 
2010 · 
2014 · 
2018 · 
2022
OS: 1928 · 
1996 · 
2004 · 
2016
1921 · 
1922 · 
1923 · 
1924 · 
1925 · 
1926 · 
1927 · 
1928 · 
1929 · 
1930 · 
1931 · 
1932 · 
1933 · 
1934 · 
1935 · 
1936 · 
1937 · 
1938 · 
1939 · 
1940 · 
1942 · 
1943 · 1944 · 
1945 · 
1946 · 
1947 · 
1948 · 
1949 ·
1950 · 
1951 · 
1952 · 
1953 · 
1954 · 
1955 · 
1956 · 
1957 · 
1958 · 
1959 ·
1960 · 
1961 · 
1962 ·
1963 ·
1964 · 
1965 · 
1966 · 
1967 · 
1968 · 
1969 ·
1970 · 
1971 · 
1972 · 
1973 · 
1974 · 
1975 · 
1976 · 
1977 · 
1978 · 
1979 ·
1980 · 
1981 · 
1982 · 
1983 · 
1984 · 
1985 · 
1986 · 
1987 · 
1988 · 
1989 · 
1990 · 
1991 ·
1992 · 
1993 · 
1994 · 
1995 · 
1996 · 
1997 · 
1998 · 
1999 · 
2000 · 
2001 · 
2002 · 
2003 · 
2004 · 
2005 · 
2006 · 
2007 · 
2008 · 
2009 · 
2010 · 
2011 · 
2012 · 
2013 ·
2014 ·
2015 ·
2016 ·
2017 ·
2018 ·
2019 ·
2020 ·
2021 ·
2022
Albanië ·
Algerije ·
Andorra ·
Angola ·
Argentinië ·
Armenië ·
Azerbeidzjan ·
België ·
Bolivia ·
Bosnië-Herzegovina ·
Brazilië ·
Bulgarije ·
Canada ·
Chili ·
China ·
Cyprus ·
DDR ·
Denemarken ·
Duitsland ·
Ecuador ·
Egypte ·
Engeland ·
Estland ·
Faeröer ·
Finland ·
Frankrijk ·
Gabon ·
Georgië ·
Ghana ·
Gibraltar ·
Griekenland ·
Hongarije ·
Ierland ·
IJsland ·
Iran ·
Israël ·
Italië ·
Ivoorkust ·
Joegoslavië ·
Kaapverdië ·
Kameroen ·
Kazachstan ·
Koeweit ·
Kroatië ·
Letland ·
Liechtenstein ·
Litouwen ·
Luxemburg ·
Malta ·
Marokko ·
Mexico ·
Moldavië ·
Mozambique ·
Nederland ·
Nieuw-Zeeland ·
Nigeria ·
Noord-Ierland ·
Noord-Korea ·
Noord-Macedonië ·
Noorwegen ·
Oekraïne ·
Oostenrijk ·
Panama ·
Paraguay ·
Polen ·
Qatar ·
Roemenië ·
Rusland ·
Saoedi-Arabië ·
Schotland ·
Servië ·
Slovenië ·
Slowakije ·
Sovjet-Unie ·
Spanje ·
Tsjechië ·
Tsjecho-Slowakije ·
Tunesië ·
Turkije ·
Uruguay ·
Verenigde Staten ·
Wales ·
Zuid-Afrika ·
Zuid-Korea ·
Zweden ·
Zwitserland
Angola (2006) ·
België (2021) ·
Brazilië (2010) · 
Denemarken (2012) ·
Duitsland (2006) ·
Duitsland (2008) ·
Duitsland (2012) ·
Duitsland (2014) ·
Duitsland (2021) ·
Engeland (2000) ·
Engeland (2006) ·
Frankrijk (2006) ·
Frankrijk (2016) ·
Frankrijk (2021)  ·
Ghana (2014) ·
Griekenland (2004, 2) · 
Hongarije (2021) · 
IJsland (2016) · 
Iran (2006) ·
Iran (2018) ·
Marokko (2018) ·
Marokko (2022) ·
Mexico (2006) ·
Nederland (2006) ·
Nederland (2012) ·
Oostenrijk (2016) · 
Spanje (2012) · 
Spanje (2018) ·
Tsjechië (2008) ·
Tsjechië (2012) · 
Turkije (2008) ·
Verenigde Staten (2014) ·
Uruguay (2018) ·
Zuid-Korea (2022) · 
Zwitserland (2008) · 
Zwitserland (2022)